# Clelia scytalina
Clelia scytalina är en ormart som beskrevs av Cope 1867. Clelia scytalina ingår i släktet Clelia och familjen snokar. Inga underarter finns listade i Catalogue of Life.
Arten förekommer från delstaten Veracruz i Mexiko över norra Centralamerika till Costa Rica. Enligt ett fynd ska den även leva i västra Panama. Clelia scytalina vistas i låglandet och i bergstrakter upp till 1900 meter över havet. Habitatet utgörs av mer eller mindre fuktiga lövfällande och städsegröna skogar. Ibland besöks angränsande jordbruksmark. Individerna vistas på marken och gömmer sig ofta i lövskiktet eller under föremål. Honor lägger ägg.
För beståndet är inga hot kända. IUCN listar arten som livskraftig (LC).